# Bolbocerodema nigroplagiatum
Bolbocerodema nigroplagiatum är en skalbaggsart som beskrevs av Waterhouse 1875. Bolbocerodema nigroplagiatum ingår i släktet Bolbocerodema och familjen Bolboceratidae. Inga underarter finns listade.